# Gai Claudi Pulcre (pretor 56 aC)
Gai Claudi Pulcre (en llatí Caius Claudius Pulcher) va ser un magistrat romà, fill d'Api Claudi Pulcre. Formava part de la gens Clàudia.
L'any 58 aC va ser legat de Juli Cèsar. El 56 aC va ser pretor i va ajudar el seu germà Publi Clodi Pulcre quan aquest es va oposar a Ciceró, que volia treure del Capitoli el decret del seu desterrament.
L'any 55 aC va anar a Àsia com a propretor i va ser candidat a cònsol, però finalment va renunciar i va romandre a la seva província. Al seu retorn va ser acusat d'extorsió per Marc Servili que va ser subornat perquè retirés l'acusació.
Gai Claudi Pulcre va morir el 52 aC. L'any següent (51 aC) el seu fill Appi Claudi va acusar Servili i li va demanar els diners amb els que havia estat subornat. Appi Claudi va ser adoptat pel seu oncle Appi Claudi Pulcre, cònsol l'any 54 aC.